# Siraces

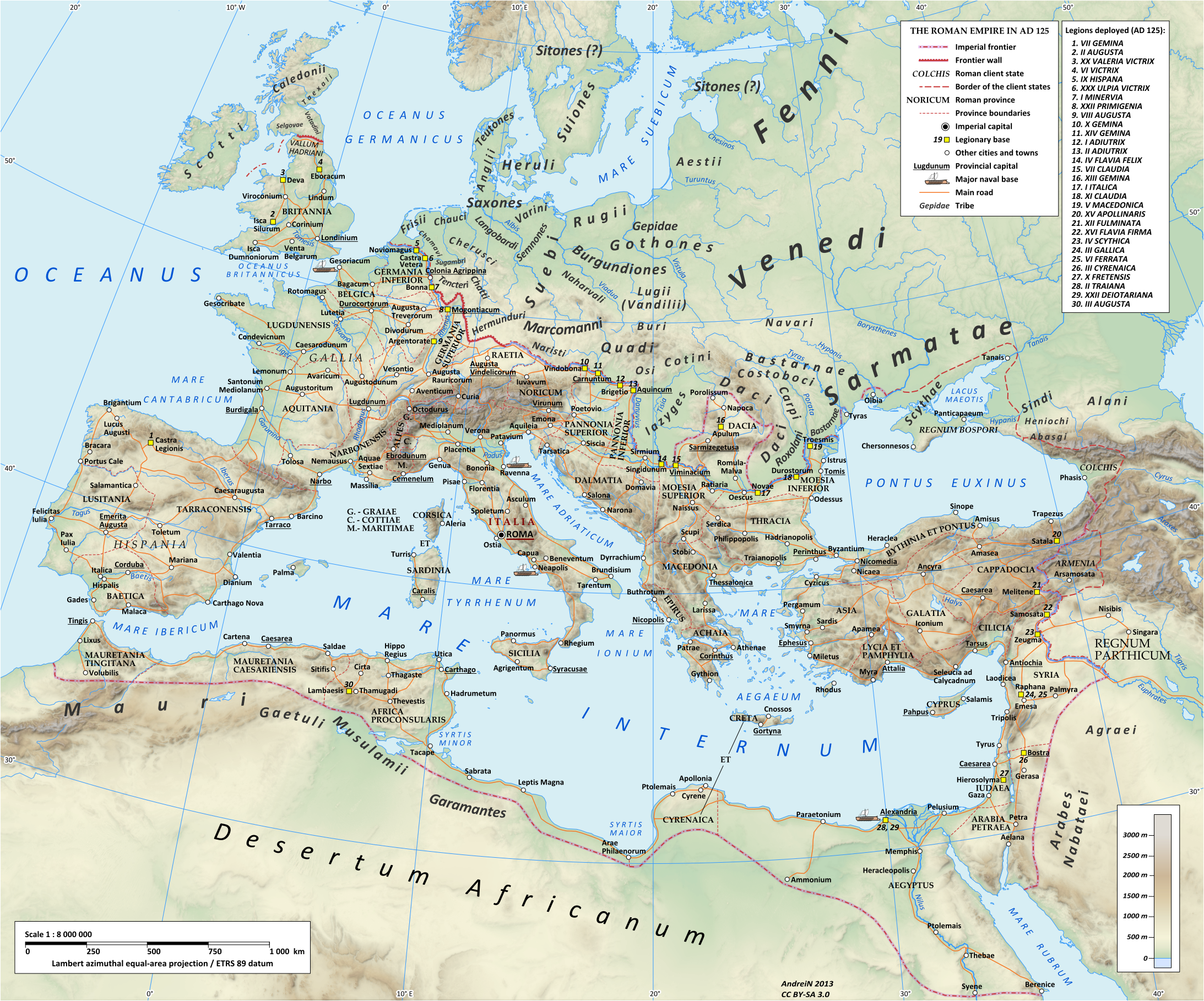
Kaart van het Romeinse Keizerrijk onder Hadrianus (117 -138 n.Chr.). De Siraces bevonden zich in het noorden van het Kaukasus-gebied.

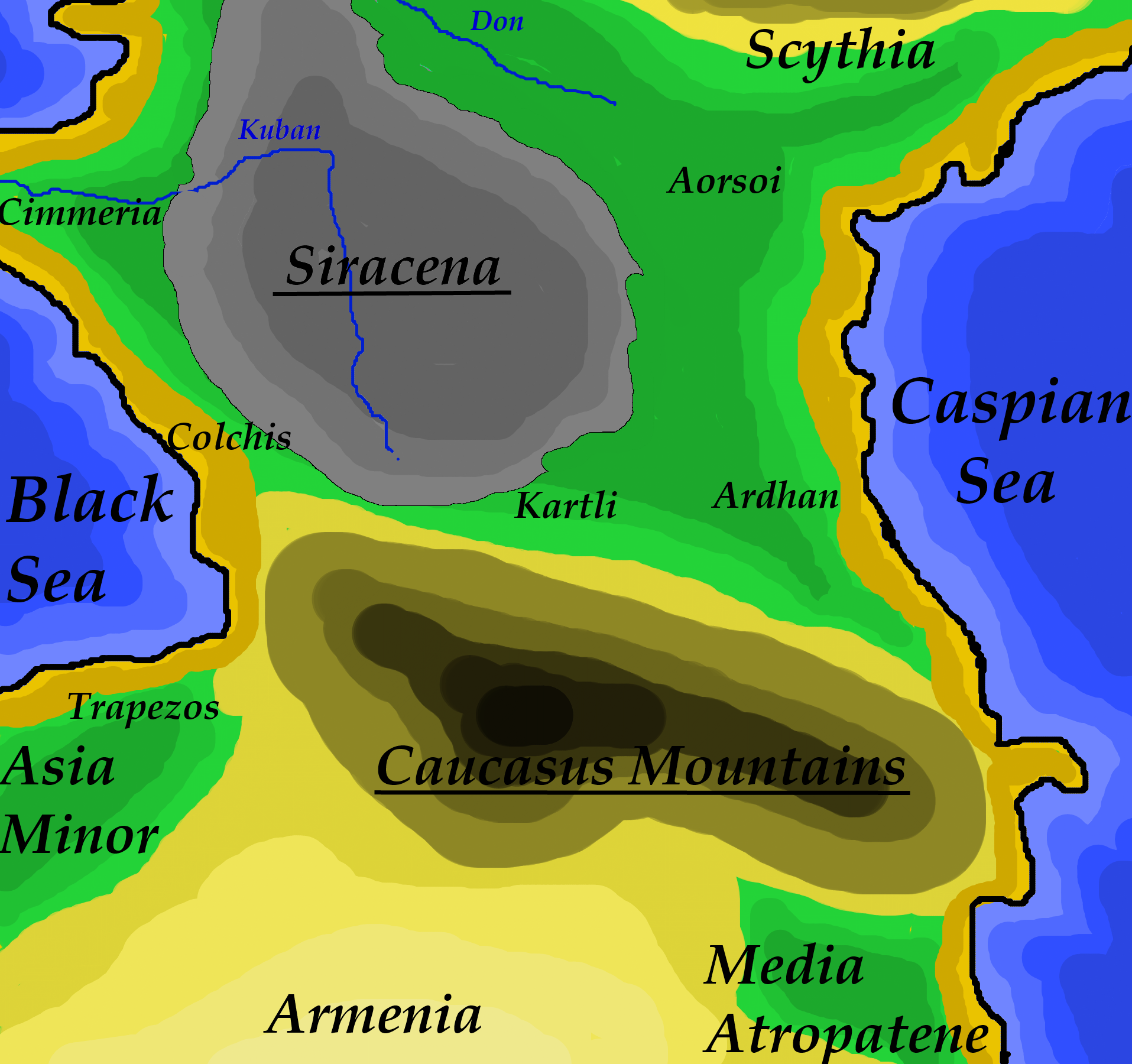
Kaart met daarop de Kaukasus, rond 400 v.Chr. Siracena, het rijk van de Siraces, is het grijze gebied, ongeveer volgens zijn grootste omvang.

De Siraces (Ook wel: Siraci, Siraceni of Seraci) waren een gehelleniseerde Sarmatische stam die Sarmatia Asiatica, het noordwesten van de huidige Kaukasus, bewoonden. Hun gebied strekte zich uit langs de oever van de rivier de Achardeus (Koeban) tot aan de Zwarte Zee. In het zuiden wordt het begrensd door de Kaukasus. Siracena wordt door Tacitus genoemd als zijnde een van hun nederzettingen. Men zei dat de Siraces een kleine natie vormden, maar met een grote moraal. Hun gebied grensde aan hun latere vijanden, de Aorsoi-stam.
Oorspronkelijk waren de Siraces vanaf de Kaspische Zee- naar de Zwarte Zeeregio geëmigreerd. Tegen het eind van de 4e eeuw v.Chr. waren ze in bezit van het land tussen het Kaukasusgebergte en de rivier de Don, waardoor ze heersten over de gehele regio Koeban. Verder waren ze de eerste Sarmatische stam die in contact kwamen met de Hellenistische koloniën aan de kust van de Zwarte Zee.
In 310-309 v.Chr. nam de Siracische koning Aripharnes deel in de opvolgingsoorlog van het Bosporuskoninkrijk, maar verloor de slag bij de Thatis. Toen de Romeinen tijdens de regering van Pharnaces II van Pontus het Koninkrijk Pontus veroverden, mobiliseerde de koning van Siraces, Abeacus 20.000 ruiters, een blijk van de slagkracht van de Siraces.
De Siraces en de Aorsoi waren handelaren, die goederen en handelswaar vanuit Babylonië en India via Armenië en Medië vervoerden, en van die handel veel profiteerden. Dit blijkt uit de grote hoeveelheid goud die gebruikt werd om hun kleding te decoreren.
Koning Zorsines vocht in de Bosporus onder koning Mithridates van Armenië, de koning van Armenië, tegen de Dandaridae. Mithridates keerde zich later tegen de Romeinen die hem op de troon hadden geholpen in 41. Mithridates verjoeg de Romeinen en heroverde zijn koninkrijk in de Pontische regio. Terwijl Cotys, een Romeinse generaal, Mithridates aanviel, vochten de Siraces onder Zorsines tegen de Aorsoi onder prins Eunones. De laatste belegerd daarna de stad Uspe (locatie onbekend). Hoewel de stad 10,000 slaven aanbiedt in ruil voor vrede, gaat de belegering door omdat de aanvallers weigeren.  Uiteindelijk geeft Zorsines zich over en erkent de Romeinse suprematie, ten overstaande van een afbeelding van keizer Claudius, en sluit vrede. De macht van de Siraces is echter ernstig verminderd. Uiteindelijk verdwijnen de Siraces uit de schijnwerpers van de historie, na een conflict in de Bosporus in 193 n.Chr.

## Koningen
- Aripharnes, 310-309 v.Chr.
- Abeacus, 63-47 v.Chr.
- Zorsines, 41-49 n.Chr.